# Соціалістична партія (Португалія)
Соціалістична партія (порт. Partido Socialista, PS) — соціал-демократична

лівоцентристська

політична партія Португалії. Партія здобула 120 з 230 місць у португальському парламенті після виборів у січні 2022 року, цього достатньо для формування уряду більшості.
Заснована 19 квітня 1973 року членами Соціалістичної дії Португалії (порт. Acção Socialista Portuguesa) у німецькому місті Бад-Мюнстерайфель. Після Революції гвоздик перемогла на перших демократичних виборах у 1975 році (до Установчих зборів) і у 1976 році (до Національної Асамблеї).
На 2022 рік лідером партії і прем'єр-міністром Португалії є Антоніу Кошта.  
Соціалістична партія є членом Соціалістичного інтернаціоналу, Прогресивного Альянсу і Партії європейських соціалістів, маючи 12 депутатів у Європейському парламенті. Має молодіжний підрозділ — так звану Соціалістичну молодь (порт. Juventude Socialista).

## Список генеральних секретарів партії
- Маріу Суаріш: 1973–1986
- Алмейда Сантуш (в. о.): 1986
- Вітор Конштансіу: 1986–1989
- Жоржі Сампайю: 1989–1992
- Антоніу Гутерреш: 1992–2002
- Ферру Родрігіш: 2002–2004

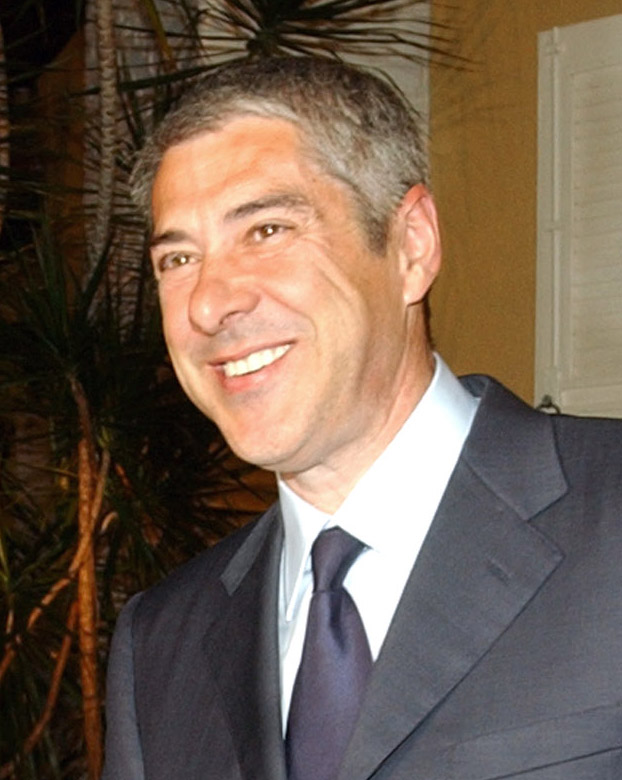
Жозе Сократеш, генеральний секретар партії з жовтня 2004 р.

- Жозе Сократіш: 27 вересня 2004 — 23 липня 2011
- Антоніу Жозе Сегуру[en]: 23 липня 2011 – 28 вересня 2014
- Марія де Белен Розейра[en] (тимчасово): 28 вересня 2014 – 22 листопада 2014
- Антоніу Кошта: 22 листопада 2014 – по теперішній час

## Прем'єр-міністри
- Маріу Суаріш: 1976–1978, 1983–1985
- Антоніу Гутерреш: 1995–2002
- Жозе Сократеш:  2005-2011
- Антоніу Кошта з 2015

## Результати виборів
| Рік  | К-сть голосів | % голосів | Місць     | Зміна   | Місце | Лідер            | Уряд     |
| ---- | ------------- | --------- | --------- | ------- | ----- | ---------------- | -------- |
| 1975 | 2,162,972     | 37.9%     | 116 / 250 |         | 1     | Маріу Соареш     | -------  |
| 1976 | 1,912,921     | 34.9%     | 107 / 263 | ------- | 1     | Маріу Соареш     | УРЯД     |
| 1979 | 1,642,136     | 27.3%     | 74 / 250  | ------- | 2     | Маріу Соареш     | опозиція |
| 1980 | 1,673,279     | 27.8%     | 66 / 250  | -8      | 2     | Маріу Соареш     | опозиція |
| 1983 | 2,061,309     | 36.1%     | 101 / 250 | +35     | 1     | Маріу Соареш     | УРЯД     |
| 1985 | 1,204,321     | 20.8%     | 57 / 250  | -44     | 2     | Антоніо Сантос   | опозиція |
| 1987 | 1,262,506     | 22.2%     | 60 / 250  | +3      | 2     | Вітор Констанціо | опозиція |
| 1991 | 1,670,758     | 29.1%     | 72 / 230  | +12     | 2     | Жорже Сампайо    | опозиція |
| 1995 | 2,583,755     | 43.8%     | 112 / 230 | +40     | 1     | Антоніу Гутерреш | УРЯД     |
| 1999 | 2,385,922     | 44.1%     | 115 / 230 | +3      | 1     | Антоніу Гутерреш | УРЯД     |
| 2002 | 2,068,584     | 37.8%     | 96 / 230  | -19     | 2     | Едуардо Родрігес | опозиція |
| 2005 | 2,588,312     | 45.0%     | 121 / 230 | +25     | 1     | Жозе Сократеш    | УРЯД     |
| 2009 | 2,077,238     | 36.6%     | 97 / 230  | -24     | 1     | Жозе Сократеш    | УРЯД     |
| 2011 | 1,566,347     | 28.1%     | 74 / 230  | -23     | 2     | Жозе Сократеш    | опозиція |
| 2015 | 1,747,685     | 32.3%     | 86 / 230  | +12     | 2     | Антоніу Кошта    | УРЯД     |
| 2019 | 1,903,687     | 36.3%     | 108 / 230 | +22     | 1     | Антоніу Кошта    | УРЯД     |
| 2022 | 2,302,601     | 41.4%     | 120 / 230 | +12     | 1     | Антоніу Кошта    | Правляча |

## Президенти Республіки
- Маріу Соареш (1986–1996)
- Жорж Сампайю (1996–2006)